# Gene Wolfe
Gene Wolfe (New York, 7 maggio 1931 – Peoria, 14 aprile 2019) è stato uno scrittore statunitense di romanzi di fantascienza e fantasy.
Wolfe è noto sia per il suo stile di scrittura particolarmente denso e ricco di rimandi e allusioni, sia per l'influenza che ha avuto sulla sua opera la religione cattolica alla quale ha aderito dopo aver sposato una donna cattolica. Ha ricevuto durante la sua lunga carriera numerosi premi del settore, inclusi due premi Nebula.

## Biografia
Dopo aver combattuto nella guerra di Corea, Wolfe rientrò negli Stati Uniti dove divenne un ingegnere, professione che esercitò per molti anni prima di diventare uno scrittore a tempo pieno. Tra i progetti che realizzò vi sono il contributo allo sviluppo della macchina usata per produrre le patatine Pringles e in particolare la parte che cuoce la patata. Viveva a Barrington, un sobborgo di Chicago.

### Carriera letteraria
L'opera più conosciuta e apprezzata di Wolfe è il ciclo del libro del Nuovo Sole. Ambientata in un desolato e lontano futuro (ispirato a quello del ciclo della Terra morente di Jack Vance come lo stesso Wolfe ha riconosciuto), la storia narra le vicende di Severian, un aspirante torturatore, esiliato dalla sua stessa casta per aver mostrato compassione verso un condannato.
Spesso Wolfe utilizza nei suoi romanzi un particolare meccanismo narrativo, quello di porre a raccontare la storia un narratore inaffidabile. Secondo lo scrittore, infatti, le persone reali sono quasi mai completamente affidabili e oggettive ("Real people really are unreliable narrators all the time, even if they try to be reliable narrators"). Altri, invece, trovano che ciò, nonostante renda la storia di più complessa lettura, dia al lettore un più ampio spazio di possibili verità da scoprire ed esplorare, incoraggiando alla fine letture diverse delle stesse vicende. Wolfe stesso ha affermato, in una lettera a Neil Gaiman (Gaiman 2002): "La mia definizione di buona letteratura è che essa possa essere letta da un lettore colto, e riletta con un piacere maggiore" ("My definition of good literature is that which can be read by an educated reader, and reread with increased pleasure").

### Critica
Anche se non propriamente uno degli autori più venduti, Wolfe è stato sempre molto amato dai critici e dagli appassionati e considerato da molti come uno dei migliori scrittori di fantascienza. Qualcuno si è addirittura spinto a definirlo come il miglior scrittore statunitense vivente in assoluto all'epoca. Michael Swanwick, premiato autore di fantascienza, ha espresso chiaramente tale opinione secondo cui Wolfe può vantare una brillantezza di prosa, una chiarezza di pensiero e una profondità di significati insuperati tra i suoi contemporanei.
Anche altri artisti quali Neil Gaiman o Patrick O'Leary hanno sempre visto in Wolfe una fonte di ispirazione.

## Riconoscimenti e premi
- 1974 Premio Locus per il miglior romanzo breve a La morte del dottor Isola (The Death of Doctor Island).
- 1974 Premio Nebula per il miglior romanzo breve a La morte del dottor Isola (The Death of Doctor Island).
- 1981 Premio British Science Fiction per il miglior romanzo a L'ombra del torturatore (The Shadow of the Torturer).
- 1981 Premio World Fantasy per il miglior romanzo a L'ombra del torturatore (The Shadow of the Torturer).
- 1982 Premio SF Chronicle per il miglior romanzo a L'artiglio del Conciliatore (The Claw of the Conciliator).
- 1982 Premio Locus per il miglior romanzo fantasy a L'artiglio del Conciliatore (The Claw of the Conciliator).
- 1982 Premio Nebula per il miglior romanzo a L'artiglio del Conciliatore (The Claw of the Conciliator).
- 1983 Premio August Derleth per il miglior romanzo fantasy a La spada del Littore (The Sword of the Lictor).
- 1983 Premio SF Chronicle per il miglior romanzo a La spada del Littore (The Sword of the Lictor).
- 1983 Premio Locus per il miglior romanzo fantasy a La spada del Littore (The Sword of the Lictor).
- 1984 Premio John Wood Campbell Memorial a La cittadella dell'autarca (The Citadel of the Autarch).
- 1985 Premio Apollo alla traduzione francese de La cittadella dell'autarca (The Citadel of the Autarch).
- 1987 Premio Locus per il miglior romanzo fantasy a Il soldato della nebbia (Soldier of the Mist).
- 1988 Premio SF Chronicle per il miglior romanzo a Urth del Nuovo Sole (The Urth of the New Sun).
- 1989 Premio World Fantasy per la miglior raccolta a Storeys from the Old Hotel.
- 1989 Premio Skylark alla carriera conferito dalla New England Science Fiction Association.
- 1995 Premio Deathrealm per la miglior raccolta a Bibliomen.
- 1996 Premio World Fantasy alla carriera conferito dalla World Fantasy Convention.
- 2007 Premio World Fantasy per il miglior romanzo a Soldier of Sidon.
- 2007 Inclusione nella Science Fiction and Fantasy Hall of Fame del Museum of Pop Culture di Seattle, Washington.
- 2013 Premio Grand Master alla carriera conferito dalla Science Fiction and Fantasy Writers of America.

## Opere
Per ogni testo si indica la prima edizione nell'originale inglese e la prima traduzione in lingua italiana. Le serie di romanzi interconnessi sono elencate cronologicamente, in base alla data di pubblicazione del primo episodio di ogni ciclo.

### Archipelago
Due racconti e due romanzi brevi riuniti nella raccolta tematica The Wolfe Archipelago, Ziesing Brothers, 1983.
1. "Death of the Island Doctor", composto appositamente per The Wolfe Archipelago.
2. "The Island of Doctor Death and Other Stories", nell'antologia Orbit 7, a cura di Damon Knight, G.P. Putnam's Sons, 1970.
3. La morte del dottor Isola (The Death of Doctor Island), nell'antologia Universe 3, a cura di Terry Carr, Random House, 1973. Trad. Ugo Malaguti in [Mostri, e altri fratelli] Nova SF* a. I (XIX) n. 4 (46), Perseo Libri, dicembre 1985.
4. The Doctor of Death Island, nell'antologia Immortal: Short Novels of the Transhuman Future, a cura di Jack Dann, Harper & Row, 1978.

### Continuum
Una sequenza di quattro racconti riunita nella raccolta Endangered Species, Tor Books, 1989.
1. "The Dark of the June", nell'antologia Continuum 1, a cura di Roger Elwood, Putnam, 1974.
2. "The Death of Hyle", nell'antologia Continuum 2, a cura di Roger Elwood, Berkley/Putnam, 1974.
3. "From the Notebook of Doctor Stein", nell'antologia Continuum 3, a cura di Roger Elwood, Berkley/Putnam, 1974.
4. "Thag", nell'antologia Continuum 4, a cura di Roger Elwood, Berkley/Putnam, 1975.

### Anderson
Un dittico di racconti riunito nella raccolta Endangered Species, Tor Books, 1989.
1. "The Woman Who Loved the Centaur Pholus", in Isaac Asimov's Science Fiction Magazine di dicembre 1979.
2. "The Woman the Unicorn Loved", in Isaac Asimov's Science Fiction Magazine di giugno 1981.

### Il Ciclo del Sole (Solar Cycle)
La sequenza si articola in quattro sotto-serie.

#### Il Libro del Nuovo Sole (TheBook of the New Sun)
1. L'ombra del torturatore (The Shadow of the Torturer), Simon & Schuster, 1980. Trad. Roberta Rambelli, Fantacollana 48, Editrice Nord, 1983.
2. L'artiglio del conciliatore (The Claw of the Conciliator), Timescape Books, 1981. Trad. Roberta Rambelli, Fantacollana 51, Editrice Nord, 1983.
3. La spada del littore (The Sword of the Lictor), Timescape Books, 1982. Trad. Annarita Guarnieri, Fantacollana 53, Editrice Nord, 1984.
4. La cittadella dell'autarca (The Citadel of the Autarch), Timescape Books, 1983. Trad. Annarita Guarnieri, Fantacollana 55, Editrice Nord, 1984.
5. Urth del Nuovo Sole (The Urth of the New Sun), Gollancz, 1987. Trad. Gianluigi Zuddas, Narrativa Nord 115, Editrice Nord, 1998.

I primi quattro romanzi della pentalogia sono stati riuniti negli omnibus The Book of the New Sun, Vols. I & II (Sidgwick & Jackson, 1983) e The Book of the New Sun, Volumes III and IV (Sidgwick & Jackson, 1985), poi nel volume unico The Book of the New Sun (Science Fiction Book Club, 1998).

#### TheBook of the Long Sun
1. Nightside the Long Sun, Tor Books, 1993.
2. Lake of the Long Sun, Tor Books, 1994.
3. Caldé of the Long Sun, Tor Books, 1994.
4. Exodus From the Long Sun, Tor Books, 1996.

La tetralogia è stata riunita nei due omnibus Litany of the Long Sun (Science Fiction Book Club, GuildAmerica Books, 1997; volumi 1-2) e Epiphany of the Long Sun (Science Fiction Book Club, GuildAmerica Books, 1997; volumi 3-4).

#### TheBook of the Short Sun
1. On Blue's Waters, Tor Books, 1999.
2. In Green's Jungles, Tor Books, 2000.
3. Return to the Whorl, Tor Books, 2001.

La trilogia è stata riunita nell'omnibus The Book of the Short Sun (Science Fiction Book Club, 2001).

#### Racconti singoli
Appartengono al Ciclo del Sole anche quattro racconti mai riuniti in un volume dedicato:
- "Il gatto" ("The Cat"), nell'antologia World Fantasy 1983: Sixty Years of Weird Tales, a cura di Robert Weinberg, Weird Tales, 1983. Trad. Bernardo Draghi in Artigli e fusa, Salani, 1993.
- "The Map", nell'antologia Light Years and Dark: Science Fiction and Fantasy of and for Our Time, a cura di Michael Bishop, Berkley Books, 1984.
- "Empires of Foliage and Flower", pubblicato come chapbook da Cheap Street, 1987.
- "The Night Chough", nell'antologia Shattered Lives and Broken Dreams, a cura di Edward E. Kramer e James O'Barr, Del Rey / Ballantine, 1998.

### Redwood Coast Roamer
Una sequenza di quattro racconti riunita per la prima volta nella raccolta Storeys from the Old Hotel, Kerosina Books, 1988.
1. "At the Volcano's Lip", in Amazing Science Fiction 1983.
2. "In the Mountains", in Amazing Science Fiction 1983.
3. "In the Old Hotel", nella raccolta Storeys from the Old Hotel, Kerosina Books, 1988.
4. "On the Train", in The New Yorker del 2 maggio 1983.

### Liavek
Wolfe ha contribuito con due racconti allo sviluppo dell'universo narrativo condiviso di Liavek, creato da Emma Bull e Will Shetterly.
- "The Green Rabbit from S'Rian", nell'antologia Liavek, a cura di Emma Bull e Will Shetterly, Ace Books, 1985.
- "Choice of the Black Goddess", nell'antologia Liavek: The Players of Luck, a cura di Emma Bull e Will Shetterly, Ace Books, 1986.

### Latro
1. Il soldato della nebbia (Soldier of the Mist), Tor Books, 1986. Trad. Daniela Galdo e Ornella Ranieri Davide, Il Libro d'Oro 20, Fanucci Editore, 1989.
2. Il soldato dell'Areté (Soldier of Arete), Tor Books, 1989. Trad. Ornella Ranieri Davide, Il Libro d'Oro 45, Fanucci Editore, 1991.
3. Soldier of Sidon, Tor Books, 2006.

I primi due volumi della trilogia sono stati riuniti nell'omnibus Latro in the Mist (Orb, 2003).

### Ciclo di Cthulhu
Wolfe ha ambientato un racconto nell'universo narrativo condiviso del Ciclo di Cthulhu, creato da H.P. Lovecraft.
- "Il signore della terra" ("Lord of the Land"), nell'antologia Lovecraft's Legacy, a cura di Martin H. Greenberg e Robert E. Weinberg, Tor Books, 1990. Trad Gian Paolo Gasperi, nell'antologia Lovecraft 2000, I Libri della Mezzanotte 3, Sperling & Kupfer, 1999.

### Sandman
Wolfe ha composto un racconto ambientato nell'universo di Sandman, il personaggio di fumetti creato da Neil Gaiman per DC Comics, apparso in un'antologia di tributi a tale serie.
- "Non sei bell'e fregato?" ("Ain't You 'Most Done?"), nell'antologia Sandman. Il libro dei sogni (The Sandman: Book of Dreams), a cura di Neil Gaiman e Edward E. Kramer, Harper Collins, 1996; trad. ignota, Magic Press Edizioni, 2005.

### Wizard Knight
Romanzo inizialmente diviso in due tomi:
1. The Knight, Tor Books, 2004.
2. The Wizard, Tor Books, 2004.

Successivamente riunito nel volume unico The Wizard Knight, Gollancz, 2005.

### A Borrowed Man
Il secondo romanzo della dilogia è stato pubblicato postumo.
1. A Borrowed Man, Tor Books, 2015.
2. Interlibrary Loan, Tor Books, 2020.

### Romanzi auto-conclusivi
Sono elencati sia i romanzi veri e propri (novel) sia i romanzi brevi (novella).
- Operation Ares, Berkley Medallion, 1970.
- La quinta testa di Cerbero (The Fifth Head of Cerberus), nell'antologia Orbit 10, a cura di Damon Knight, G.P. Putnam's Sons, 1972; trad. Rossella Roncari, Robot 19, Armenia Editore, ottobre 1977. Revisionato ed espanso per l'edizione in volume Charles Scribner's Sons, 1972; trad. Roberta Rambelli, SF Narrativa d'Anticipazione 44, Editrice Nord, 1984.
- Riposa in pace (Peace), Harper & Row, 1975. Trad. F. Di Paola, Altriapprodi 2, Il Prato Edizioni, 2009.
- Silhouette, nell'antologia The New Atlantis and Other Novellas of Science Fiction, a cura di Robert Silverberg, Hawthorn Books, 1975.
- Tracking Song, nell'antologia In the Wake of Man, Bobbs-Merrill Company, 1975.
- Il miracolo nei tuoi occhi (The Eyeflash Miracles), nell'antologia Future Power, a cura di Jack Dann e Gardner Dozois, Random House, 1976. Trad. Gianluigi Zuddas nell'antologia Storie del Pianeta azzurro, a cura di Sandro Pergameno, Grandi Opere Nord 13, Editrice Nord, 1987.
- The Devil in a Forest, Follett Publishing Company, 1976.
- Sette notti americane (Seven American Nights), nell'antologia Orbit 20, a cura di Damon Knight, Harper & Row, 1978. Trad. Adria Tissoni ne Il colore del male, Le Grandi Antologie dell'Horror 1, Armenia Editore, 1989.
- Free Live Free, Mark V. Ziesing, 1984; revisionato per la ristampa Gollancz, 1985.
- Dimensioni proibite (There Are Doors), Tor Books, 1988. Trad. Claudia Verpelli e Silvia Lalìa, Urania 1150, Arnoldo Mondadori Editore, 7 Aprile 1991.
- Il castello fantasma (Castleview), Tor Books, 1990. Trad. Susanna Bini, I Libri di Fantasy. Il Fantastico nella Fantascienza I, Fanucci Editore, 1993.
- Pandora by Holly Hollander, Tor Books, 1990.
- Lo Ziggurat (The Ziggurat), nell'antologia Full Spectrum 5, a cura di Jennifer Hershey, Tom Dupree e Janna Silverstein, Bantam Spectra, 1995. Trad. Riccardo Valla in Millemondi Autunno 1997: Le meraviglie dell'invisibile, Urania Millemondi 2ª serie n. 12, Arnoldo Mondadori Editore, settembre 1997.
- Pirate Freedom, Tor Books, 2007.
- An Evil Guest, Tor Books, 2008.
- The Sorcerer's House, Tor Books, 2010.
- Home Fires, Tor Books, 2011.
- The Land Across, Tor Books, 2013.

### Raccolte di racconti
- The Island of Doctor Death and Other Stories and Other Stories, Pocket Books, 1980. Comprende tre episodi del ciclo dell'Archipelago, i tre romanzi brevi Tracking Song, Il miracolo nei tuoi occhi (The Eyeflash Miracles) e Sette notti americane (Seven American Nights) e otto racconti autoconclusivi.
- Gene Wolfe's Book of Days, Doubleday, 1981. Comprende diciotto racconti.
- Bibliomen, Cheap Street, 1984. Comprende venti racconti, ciascuno è il ritratto di un personaggio.
- Plan[e]t Engineering, NESFA Press, 1984. Comprende tre saggi, tre poesie e sette racconti.
- Storeys from the Old Hotel, Kerosina Books, 1988. Comprende ventisette racconti autoconclusivi, i due racconti di Liavek, la sequenza del Redwood Coast Roamer, e il quarto episodio del ciclo dell'Archipelago.
- Endangered Species, Tor Books, 1989. Comprende il romanzo breve Silhouette, due racconti afferenti al Ciclo del Sole, il dittico di Anderson, la sequenza del Continuum, e venticinque racconti autoconclusivi.
- Young Wolfe, United Mythologies Press, 1992. Comprende nove racconti e un saggio.
- Strange Travelers, Tor Books, 2000. Comprende tredici racconti autoconclusivi, il racconto ambientato nell'universo di Sandman, e il romanzo breve Lo Ziggurat (The Ziggurat).
- Innocents Aboard: New Fantasy Stories, Tor Books, 2004. Comprende ventun racconti autoconclusivi e un racconto afferente al Ciclo del Sole.
- Starwater Strains, Tor Books, 2005. Comprende il racconto afferente al Ciclo di Cthulhu, uno afferente al Ciclo del Sole, e ventitré autoconclusivi.
- Strange Birds, DreamHaven Books, 2006. Due racconti accompagnati da illustrazioni di Lisa Snellings-Clark.
- The Best of Gene Wolfe: A Definitive Retrospective of His Finest Short Fiction, Tor Books, 2009. Comprende la prima stesura breve de La quinta testa di Cerbero (The Fifth Head of Cerberus), i romanzi brevi Il miracolo nei tuoi occhi (The Eyeflash Miracles) e Sette notti americane (Seven American Nights), tre episodi del ciclo dell'Archipelago, un episodio del Redwood Coast Roamer, e ventiquattro racconti autoconclusivi. Ogni testo è accompagnato da un commento dell'autore.

### Poesia lirica
- For Rosemary, Kerosina Books, 1988. Canzoniere di trentasette poesie.